# Макгилликаддис-Рикс
Макгилликаддис-Рикс (англ. Macgillycuddy's Reeks, ирл. Na Cruacha Dubha) — горы на юго-западе Ирландии (территория графства Керри). Длина хребта — около 19 км.
Высшая точка — гора Каррантуил (1041 м), однако в Макгилликаддис-Рикс есть ещё несколько заметных вершин: Бинкера (1010 м) и Кэр (1001 м). Склоны хребта, сложенные песчаниками, сильно изрезаны в ходе эрозионных и гляциальных процессов. Здесь часты осыпи и обвалы.
Своё название хребет получил в XVIII веке в честь клана Макгилликадди, которому принадлежала земля в этой части Ирландии на протяжении довольно длительного времени.